# خوزه آلوز دوس سانتوس جونیور
خوزه آلوز دوس سانتوس جونیور (به پرتغالی: Jose Alves dos Santos Júnior) مدافع اهل برزیل است که در شهر برزیل و در تاریخ ۲۹ ژوئیهٔ ۱۹۶۹ به دنیا آمده‌است.
خوزه آلوز دوس سانتوس جونیور در تیم‌های فوتبال Bellmare Hiratsuka سابقهٔ حضور دارد.